# 大浦天主堂
32°44′3.0″N 129°52′12.5″E / 32.734167°N 129.870139°E

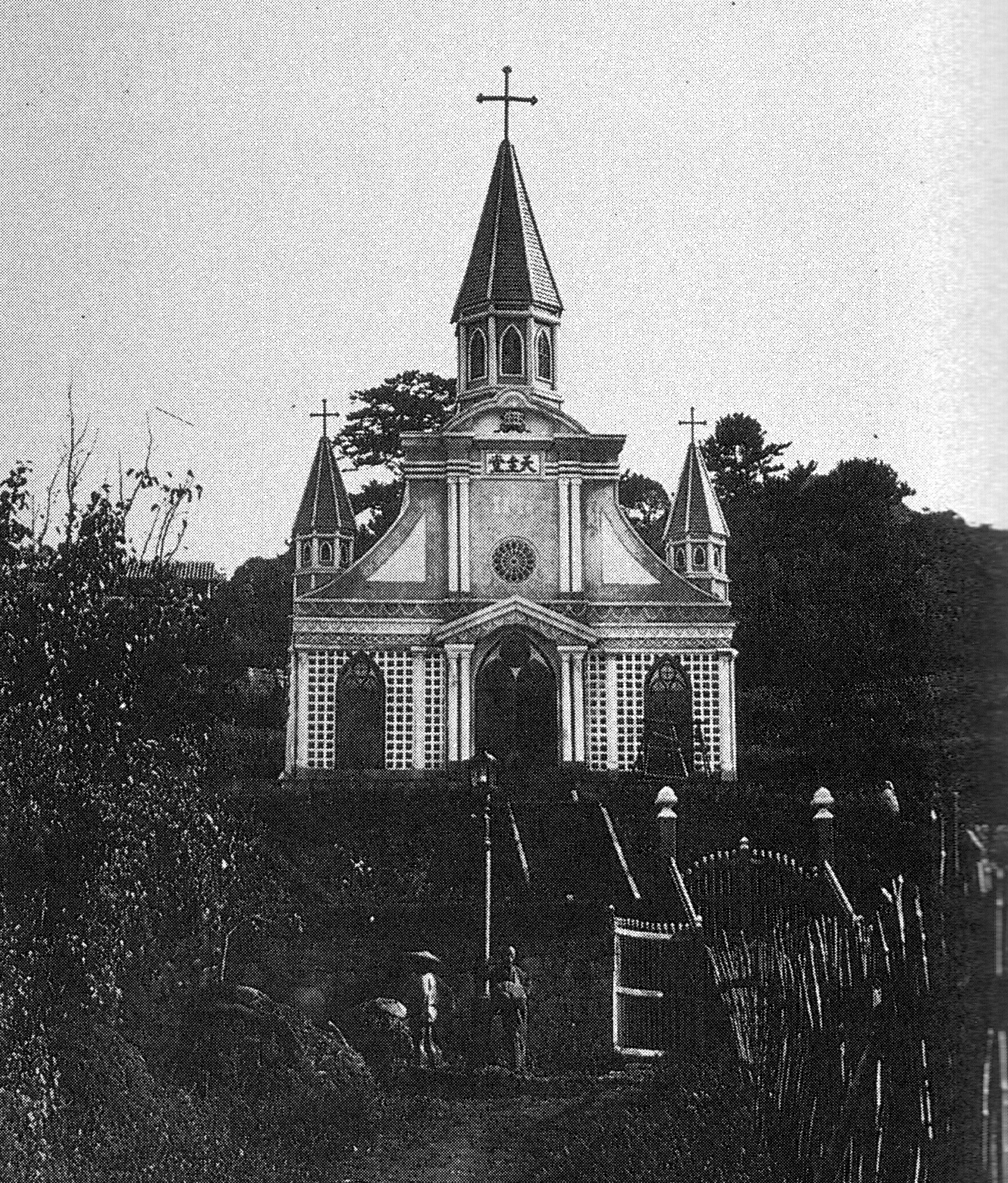
建立伊始的大浦天主堂

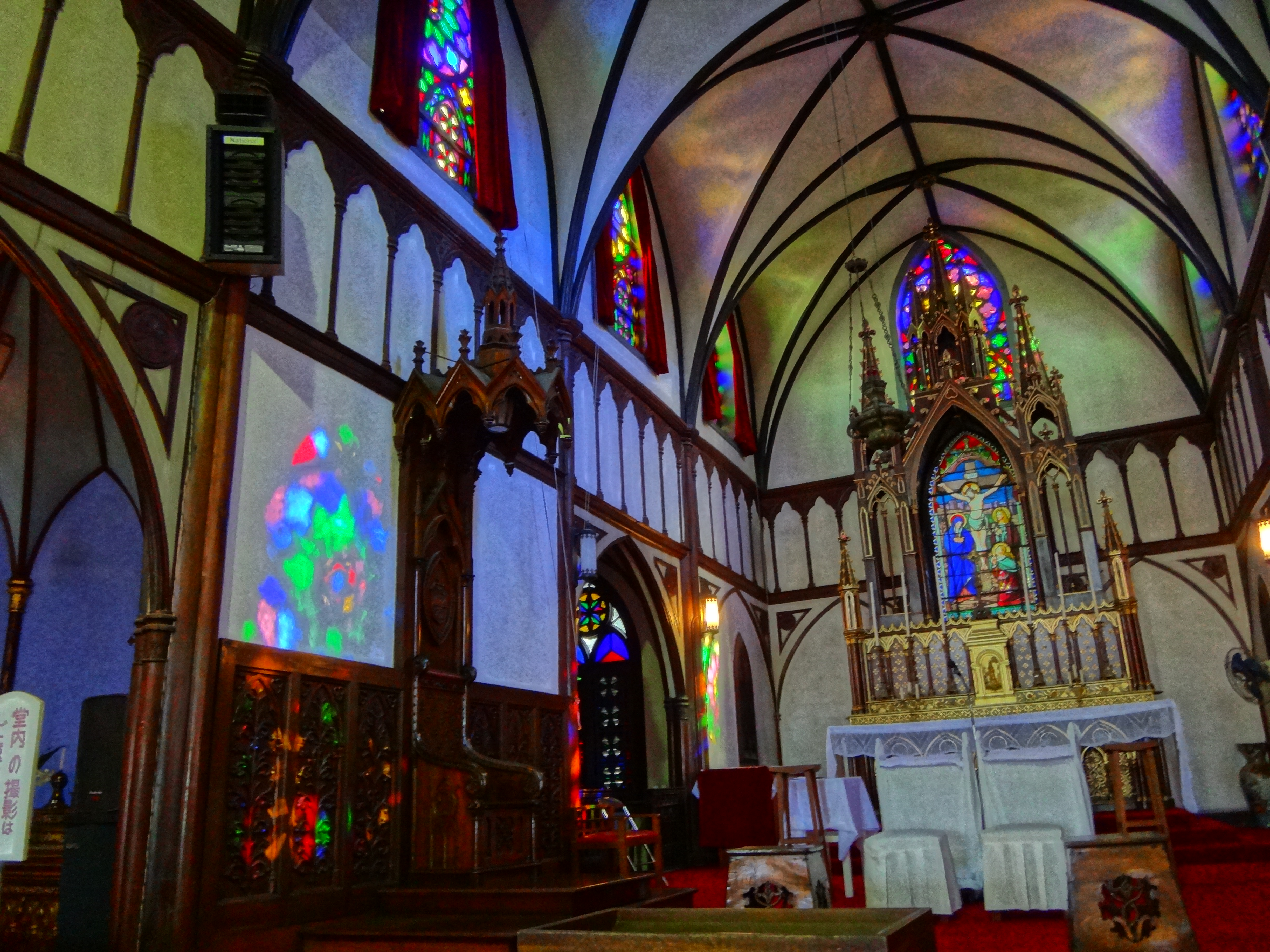
教堂内部

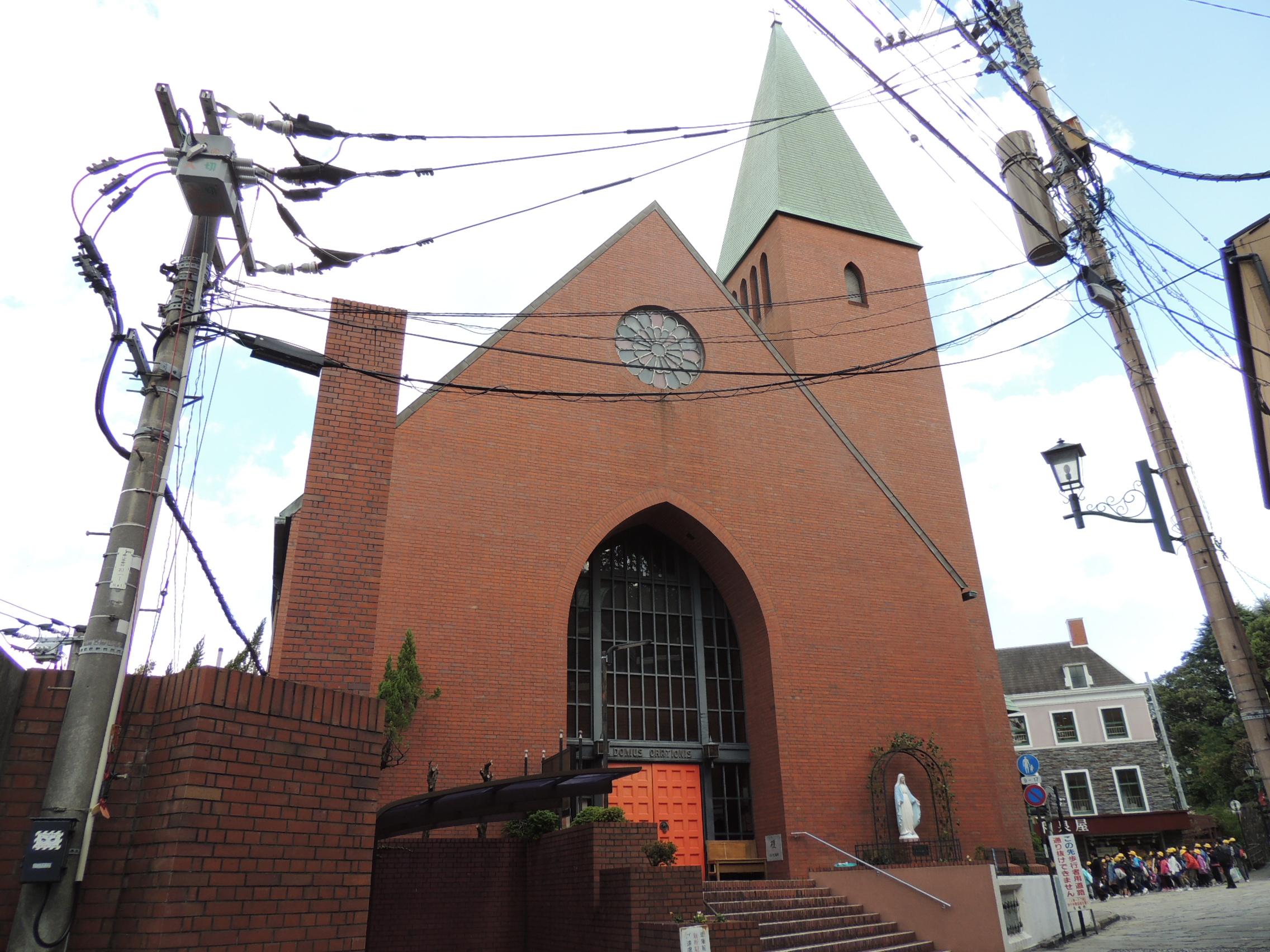
位於大浦天主堂下方入口处的大浦教会

日本二十六聖殉教者堂，通稱為大浦天主堂（日语：／ Ōura Tenshudō），是位於日本長崎的天主教教堂（宗座聖殿），為日本在1853年結束鎖國後首批建造的教堂之一，也是日本现存的最古老的天主教建筑物，目前已列為日本國寶保護，是該制度中第一個列冊保護的西式建築。以紀念日本二十六圣人，该教堂朝向他们殉教的地点长崎市西坂。
1953年（昭和28年），大浦天主堂正式定为日本國寶。2007年（平成19年）做為「長崎的教堂群與基督教相關遺產」中的一部分列入联合国教科文组织的世界遗产评审名单。2016年（平成28年）成為日本第一座宗座聖殿。
为了应对观光客的增加，該教堂所屬的大浦教會（大浦堂區）在教堂入口石階下方的小廣場旁另建新的教堂建物，於1975年（昭和50年）啟用，以供彌撒等堂區日常運作的需求。

## 历史
- 1862年（文久2年）
  - 12月[註 2] - 法国的巴黎外方传教会的传教士路易·菲雷（日语：ルイ・テオドル・フューレ）（Louis Furet）受日本教区长吉拉尔（日语：プリュダンス・セラファン＝バルテルミ・ジラール）（Girard）指派，从横滨来到长崎任职。开始准备建设司祭馆和教堂。
  - 1597年2月5日（庆长元年12月19日）在西坂之丘殉教的26位日本信徒在这一年由教皇庇护九世列圣（日本二十六圣人）。
- 1863年（文久3年）夏（8月）贝尔纳-达蒂·珀蒂让（日语：ベルナール・プティジャン）（Bernard-Thadée Petitjean）至长崎就任。辅助菲雷传教士建设教堂。
- 1865年（元治2年）
  - 2月19日（旧历1月24日） - 大浦天主堂竣工，举行献堂典礼。命名为二十六圣殉教者堂。大浦天主堂是根据日法修好通商条约（日语：日仏修好通商条約）而建设的供法国人使用的礼拜堂。教区长吉拉尔等主持仪式。参与仪式的有居住在长崎的外国人和长崎港停泊中的法国、俄国、英国、荷兰船只的船长以及信仰天主教的水兵等。[3]施工负责人为天草御领岛人小山秀之进（或名秀）。[4]造型为混合风格：哥特风格的3座尖塔，巴洛克风格的正面，墙面涂装为日本传统风格[註 3]。
  - 3月17日（旧历2月12日） - 居住于浦上的隱匿基督徒来到大浦天主堂，秘密向珀蒂让神父表明信徒的身份（信徒发现）。
- 1868年7月26日（庆应4年6月7日） - 法國籍的巴黎外方傳教會神父马克·玛丽·德·罗茨（日语：マルク・マリー・ド・ロ）（Marc Marie de Rotz）来到大浦天主堂。德·罗茨神父以石版印刷了教会年历、圣教日课（日本最早的石版印刷）。
- 1875年（明治8年）-1879年（明治12年） - 对天主堂进行大规模的扩建、改建。
  - 外墙改为砖砌，整体完全变为哥特式风格，与早期造型相比变化很大。[5][6]原教堂为木结构，而改建之后的教堂是九州地区最早的砖结构建筑。[7]
- 1891年（明治24年） - 被指定为天主教长崎教区（现天主教长崎总教区）的主教座堂。
- 1933年（昭和8年）1月23日 - 本教堂根据当时实行的《国宝保存法（日语：国宝保存法）》定为国宝（相当于现在的重要文化财）。[8]
- 1945年（昭和20年）8月9日 - 在长崎市原子弹爆炸中受损，幸而因距离爆炸中心较远，建筑没有烧毁。
- 1952年（昭和27年） - 修复工程完毕。
- 1953年（昭和28年）3月31日 - 本教堂依据文化财保护法（日语：文化財保護法）劃为国宝（国宝中的第一个西洋风格建筑）。
- 1962年（昭和37年）
  - 1月1日 - 天主教长崎教区的主教座堂改为浦上教会。
  - 6月8日 - 举行日本二十六圣人列圣100周年纪念弥撒。
  - 6月10日 - 在西坂公园举行了纪念仪式。约有1万名国内外的教徒参加。
- 1965年（昭和40年）
  - 2月21日 - 举行大浦天主堂建立100周年纪念仪式。
  - 3月16日 - 举行隐匿基督徒发现100周年纪念仪式。为作为信徒发现纪念碑的圣母像举行揭幕仪式。
  - 3月17日 - 教皇特使保罗·马雷拉（Paolo Marella）枢机到访长崎，于大浦天主堂举行弥撒。
- 1975年（昭和50年）11月3日 - 新设立的天主教大浦教会竣工。
  - 由于参观大浦天主堂的游客日益增多，对弥撒等仪式的进行有所干扰。处于对游客和信徒双方的考虑，决定在大浦天主堂邻接的土地上修筑大浦教会。
- 2007年（平成19年） - 在巴黎外方传教会总部的古文献局保管的资料中发现了大浦天主堂初次建造时的设计图（平面图和侧面图）。[5]
  - 发现者为林一马（长崎综合科学大学（日语：長崎総合科学大学）教授）
  - 参照设计图得知，当初的瓦葺（日语：瓦葺）的房顶、西洋风的窗、以及会堂和走廊的列柱位置都与现今相同。
- 2016年（平成28年） - 聖座禮儀及聖事部（英语：Congregation for Divine Worship and the Discipline of the Sacraments）部长罗伯特·萨拉枢机在4月26日发布正式文件，定大浦天主堂为次級宗座聖殿。[9]

## 信徒发现
建立伊始之时，大浦天主堂有著“法国寺”（日语：フランス寺）的俗稱，由于其美观与新奇，附近的居民纷纷前来参观。珀蒂让神父见到这样的盛况，对这附近仍然存在隐匿基督徒有所期待。
1865年3月17日（元治2年2月12日），长崎浦上的几十名居民来访。在珀蒂让神父祈祷时，一位四五十岁的妇女悄悄上前，小声说道“我们的情感是相同的”，以表明自己的天主教信仰。（这位女性名为山本百合，教名伊莎贝莉娜（イサベリナ）。）这些人根据教堂中有圣母玛利亚像，以及神父独身，确认了这里确实是天主教教堂，向神父讲述了自己数代人作为隐秘基督徒，两百多年间坚守信仰的事。珀蒂让神父知晓后大为欣喜。
此后，珀蒂让神父秘密地致力于在浦上、五岛等地传教和寻找隐秘基督徒，确认了不仅在浦上，在长崎周边各地都有很多人秘密地坚守着信仰。这个“信徒发现”的消息很快傳入教宗庇護九世耳中。教宗甚为感动，称其为“东洋的奇迹”。3月17日这一天现为天主教会的可选纪念日。

## 交通

### 地址
〒850-0931 長崎縣長崎市南山手町5-3

### 公共交通
- 在长崎电气轨道5号系统“大浦天主堂下”站下车，步行5分钟。
- 长崎自动车（日语：長崎自動車）巴士“哥拉巴园”站下车，步行5分钟。

## 周边
- 旧罗典神学校
- 旧长崎总主教府
- 南山手
  - 哥拉巴园